# 約翰·凡布魯

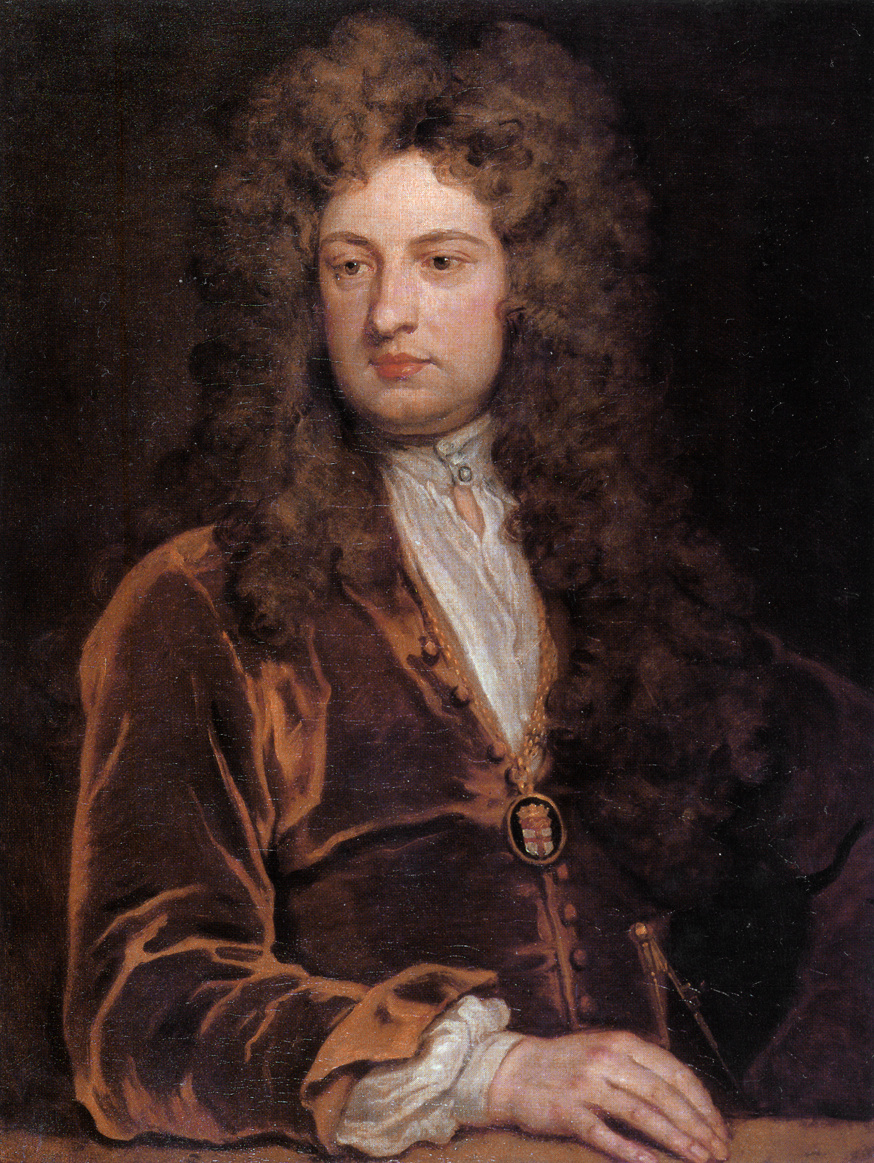
約翰·凡布魯

約翰·凡布魯爵士（Sir John Vanbrugh，1664年1月24日—1726年3月26日）是英國建築師與劇作家，最有名的成就是身為布倫亨宮的設計師。